# Ми – монстри 2
Ми — монстри 2 — анімаційний фільм, знятий спільними зусиллями мультиплікаторів із Німеччини та Великої Британії. До режисерських обов'язків знову повернувся Хольгер Таппе.

## Сюжет
Через рік після щасливого кінця попередніх подій сім'я Вішбон бореться зі своїми різними недоліками. Син Макс — найнижчий учень у 8-му класі. Всі дівчатка-однокласниці як мінімум на голову вищі, тому сміються з незграбного товстуна в окулярах. Дочка Фей упевнена, що всі її друзі в чомусь талановиті, але вона ні. Мама Емма намагається допомогти своїм дітям, але її поради у кращому разі ігноруються, а найчастіше серйозно їх дратують. А також ще є тато Френк, чиє щастя на новій роботі та спокійніший спосіб життя руйнуються через те, що його сім'я така нещаслива.
Хороша новина в тому, що відбудеться весілля відьми Баби Яги та горбатого дворецького Ренфілда (обидва стали частиною великої родини Вішбон як сурогатних бабусі та дідуся). Що погано, так це те, що за кілька секунд до того, як вони мали обмінятися обітницями, двох закоханих викрадає дівчина того ж віку, що й Макс! Це суперкрута Міла Старр, єдина дочка мільярдера, наукового генія, філантропа, пари Марлен та Меддокса Стар. У Вішбонів є тільки один вибір: якщо вони хочуть врятувати Бабу Ягу і Горбуна, вони повинні знову перетворитися на монстрів. Так, мама стала вампіром, тато вибирає собі роль Франкенштейна, діти перетворюються на непосидючого перевертня і привабливу мумію. Компанія цих різношерстих монстрів вирушає в нову подорож для порятунку Баби Яги та Ренфілда, адже весілля має відбутися попри все.

## Ролі озвучували
- Емілі Вотсон — Емма Вішбон
- Нік Фрост — Френк Вішбон
- Джессіка Браун Фіндлей — Фей Вішбон
- Ітан Роуз — Макс Вішбон
- Кетрін Тейт — Баба Яга
- Джейсон Айзекс — Дракула
- Емілі Кері — Міла Старр
- Олівер Калфкофе — Єті

## Відгуки
Фільм отримав переважно позитивні відгуки. На сайті kino-teatr.ua рейтинг 6,3 з 10 (19 голосів), на сайті kinoafisha.ua рейтинг 8 з 10 (20 голосів). Рейтинг IMDB: 4.80/10 (Голосів: 330)